# 雙截龍IV
《雙截龍IV》是由亞克系統製作於2017年1月在PlayStation 4、Windows平台發售的清版動作遊戲，後來移植到任天堂Switch、iOS、Android、Xbox One平台發售。

## 故事
雙截龍兄弟比利（ビリー）和哥哥吉米（ジミー），為了救回被人誘拐的比利戀人瑪莉安（マリアン）而從美國來到日本。

## 系統
遊戲分為三種模式進行，分別是故事模式、VS模式、塔模式。故事模式可由兩位玩家同時遊玩，能使用主角以外的其他角色。VS模式為兩位玩家的對戰遊戲。塔模式為持續與敵人戰鬥到耗盡體力，讓玩家挑戰最高紀錄。

## 外部連結
- 官方網站 （页面存档备份，存于）（日語）